# تاتكندي
تاتكندي (بالفارسية: تاتکندی) هي قرية تقع في أذربيجان الغربية في إيران. يقدر عدد سكانها بـ 258 نسمة بحسب إحصاء 2016.